# Gaspar Salcedo y Anguiano
Gaspar Salcedo y Anguiano (Badajoz, 1835-Madrid, 1905) fue un militar y político español, diputado y senador en las Cortes de la Restauración.

## Biografía
Nacido en 1835 en Badajoz, era hijo de un profesor de piano. Estudió la primera enseñanza en su tierra natal y pasó a continuar sus estudios a la Academia Militar de Segovia, donde tras terminar su carrera pasó a prestar servicio de teniente de artillería en un cuerpo del arma, hasta ascender al empleo de mariscal de campo, que ostentaba hacia mediados de la década de 1880. Salcedo, que obtuvo una gran cruz de la orden del Mérito militar, desempeñó también varias comisiones por el Ministerio de Marina y por la Dirección General de Artillería. En 1869 comenzó a figurar figurar en la política, al afiliarse al partido conservador, siguiendo siempre a la agrupación gobernada por Cánovas del Castillo. Fue electo diputado en 1877-78 y en las extraordinarias de 1879, además de ser elegido senador vitalicio. Volvió a ser reelegido en las de 1883 y 1886. Falleció en la madrugada del 3 de marzo de 1905 en Madrid. Había contraído matrimonio con Eloísa de Cárdenas, hermana de José de Cárdenas.